# Richard Baxter
Richard Baxter (1615 - 1691) fue un célebre teólogo puritano no conformista, poeta y escritor de himnos. Su padre era un rico propietario arruinado por la pasión del juego; esta catástrofe, el estado enfermizo del niño y la triste situación en que se encontraban entonces los establecimientos de instrucción en Inglaterra, no favorecieron el desarrollo intelectual del joven Baxter. La lectura de un libro de Bunny le hizo tomar la resolución de estudiar teología. La muerte de su madre y la felicidad de escapar de una grave enfermedad le confirmaron su designio. En 1638 fue ordenado por el obispo de Worcester.
La conducta de los eclesiásticos de la iglesia establecida, sumergidos en la ignorancia y la inmoralidad, le escandalizó, sobre todo, cuando la comparaba con la piedad y la severidad de los eclesiásticos no conformistas, si bien se sintió atraído por la iglesia presbiteriana. El pastor de esta parroquia, que no subía al púlpito sino cada trimestre, pero que frecuentaba asiduamente la taberna, tenía grandes diferencias con una gran parte de sus ovejas.
Para poder mantenerse y contentar a sus feligreses, les había dejado la elección de un nuevo vicario; esta elección recayó sobre Baxter, pero la parroquia se encontraba en un estado poco lisonjero; la mayor parte de los habitantes habían seguido los funestos ejemplos del pastor; aquellos que estaban mejor dispuestos eran el objeto del odio de los demás, que los calificaban de puritanos. Resultó que estos se unieron a los conformistas. Baxter dejó pronto esta posición, y arrastrado por las agitaciones políticas, desempeñó durante dos años, en el ejército de Cromwell, las funciones de un capellán militar, sin recordar, acaso, que se trataba destruir la autoridad real. Una enfermedad le obligó a retirarse y en su retiro escribió su libro del "Eterno reposo de los santos".
Cuando más tarde se debió reemplazar al pastor de Kidderminster que había muerto, llamaron a Baxter, que desempeñó con celo y con éxito estas nuevas funciones. Predicaba todos los domingos y todos los jueves; distribuía una cantidad de ejemplares de sus numerosos escritos a sus feligreses; enseñaba el Catecismo en las casas a las cuales visitaba con regularidad. Su iglesia estaba siempre llena de gente; la devoción renacía en las familias y las buenas costumbres reinaban en el espíritu de todos. Baxter extendía su ministerio fuera de su parroquia, sobre sus cofrades; procuraba alentarlos en las frecuentes visitas que les hacía con su ejemplo lo mismo que con sus palabras. Su vida era sencilla y frugal; sostenía con sus ahorros a los pobres y a los enfermos y especialmente a los estudiantes necesitados. En medio de las turbulencias políticas de aquella época, pudo reservar un fondo anual de cerca de 9.000 florines para los indios del norte de América. Baxter terminó su mínisterio pastoral en Kidderminster con el fin de los dos protectores y de la república bajo Monk.

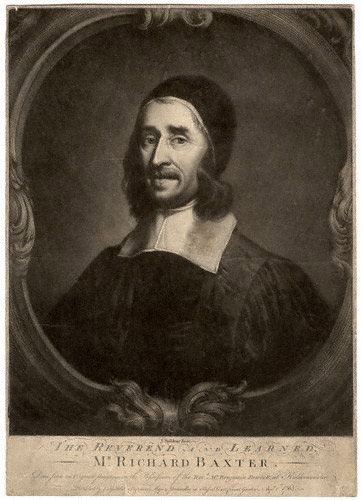
Grabado de Richard Baxter del siglo XVIII

Carlos II, proclamado rey el 8 de mayo de 1660, y apenas afirmado sobre su trono, pensó en hacer que refloreciese la iglesia episcopal, pero encontró en los presbiterianos vigorosos y obstinados enemigos del episcopado inglés. Sin embargo, como los realistas tenían la superioridad en el parlamento, promulgaron el acta de corporación, según la cual solo podían desempeñar funciones públicas aquellos que se declarasen por la alta iglesia. El libro de oraciones, ya muchas veces variado, fue sometido a nuevas modificaciones y a nuevas adiciones y se promulgó una ley que privaba de su empleo a los que se negasen a servirse de este libro. Baxter fue uno de los que lo rechazaron.
Poco después de su destitución, el eclesiástico Baxter se casó a la edad de cuarenta y siete años con miss Charleston, que le llevó una dote de 21.000 florines. Vivió diecinueve años con ella en una perfecta unión, pero no tuvo hijos. Las perturbaciones eclesiásticas y políticas que agitaban a Inglaterra le afligían profundamente. Procuraba por todos los medios calmar los espíritus y pacificar los corazones, con frecuencia de una manera singular, y que en muchas ocasiones comprometieron su libertad. En 1684, uno de sus escritos fue causa de que le condenasen a dos años de prisión. Los asuntos de los presbiterianos fueron con corta diferencia los mismos bajo el reinado de Jacobo II; pero Guillermo III se apoderó del trono en 1689: queriendo conciliarse con la mayoría de los ingleses y de los escoceses, publicó un acta de tolerancia para todos los disidentes, exceptuando a los socinianos, que eran poco numerosos, y  a los católicos. Desde entonces, Baxter pudo desempeñar apaciblemente su ministerio de cada día, predicando y escribiendo sin interrupción basta el momento en que la muerte lo libertó de grandes sufrimientos el 8 de diciembre de 1691.
Entre sus numerosos escritos, que son hasta nuestros días muy leídos en Inglaterra y en América, el más notable es el que se titula El eterno reposo de los santos. Este escrito apareció primero en 1650, pero como contenía muchas cosas que se relacionaban con las circunstancias del tiempo y de las controversias religiosas, Benjamín Fawcet hizo un compendio de esta obra en 1758, y este compendio casi ha reemplazado al original.
Richard Baxter había procurado conciliar las opiniones de Calvino con las de Jacobo Arminio; por eso su sistema fue llamado sistema del justo medio. Aunque el antiguo proverbio dice: en un justo medio está la virtud, puede ser verdadero en muchas circunstancias relativas a la dirección de la vida, pero evidentemente no puede haber término medio desde el momento en que se trata de la verdad de la religión. Baxter enseñaba que Dios escogió a ciertos individuos a quienes se decide a salvar sin ninguna presciencia de sus buenas obras y que los otros a quienes se predica el Evangelio, tienen entre sus manos los medios de su salvación. Negaba que los méritos de la muerte de Jesucristo, de la cual no se había formado una idea exacta, debiesen aplicarse solo a los creyentes y pretendía que debían aprovechar a todos los hombres para su estado de salvación. Sostenía además que es necesario para esto una certidumbre de perseverancia y, sin embargo, no se atrevió a decidir que la gracia no existe en tan débil grado entre ciertos individuos que puedan perderla de nuevo.